# Микитка Осип
О́сип Мики́тка (21 лютого 1878, Заланів, нині Рогатинського району Івано-Франківської області, Україна — 29 жовтня 1920, Москва) — український військовий діяч, сотник УСС, генерал-майор (генерал-хорунжий) УГА.

## Життєпис
Народився в селі Заланові Рогатинського повіту в родині народного учителя. Закінчив гімназію у Перемишлі.

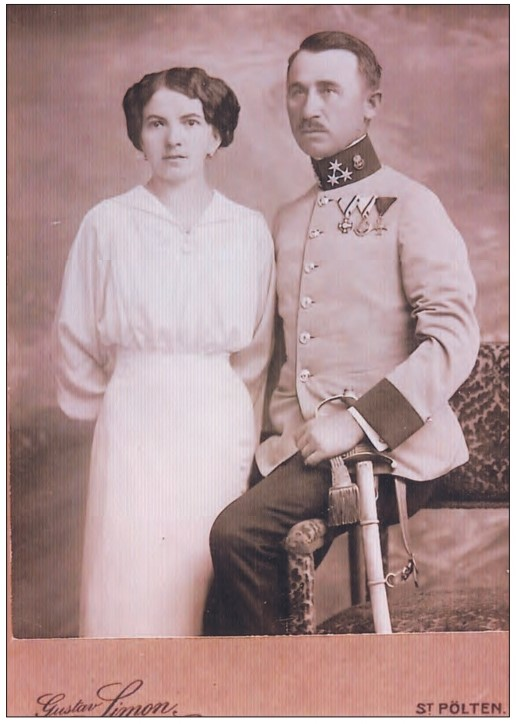
Осип Микитка з дружиною Францискою, 1915 рік.

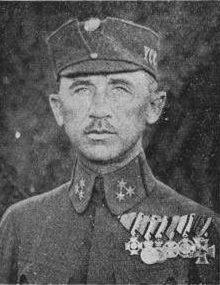
Осип Микитка в часі служби в УСС

### Австрійська армія
Після закінчення 1902 року кадетської школи у Відні він поступив на військову службу. Під час першої світової війни Осип Микитка служив кадровим офіцером австрійської армії — командиром роти та батальйону на Албанському фронті.

### УСС
Після формування Легіону Українських січових стрільців (УСС) був у ньому сотником, а 3 січня 1918 року призначений командантом Легіону УСС, який з березня 1918 року разом з австрійськими вояками (згідно з умовами Берестейського миру 1918 року) звільняв від більшовиків Одесу, Запоріжжя та Херсонщину. На цій посаді він зустрів листопадові події 1918 року (поразка Австро-Угорщини у війні та розформування УСС).

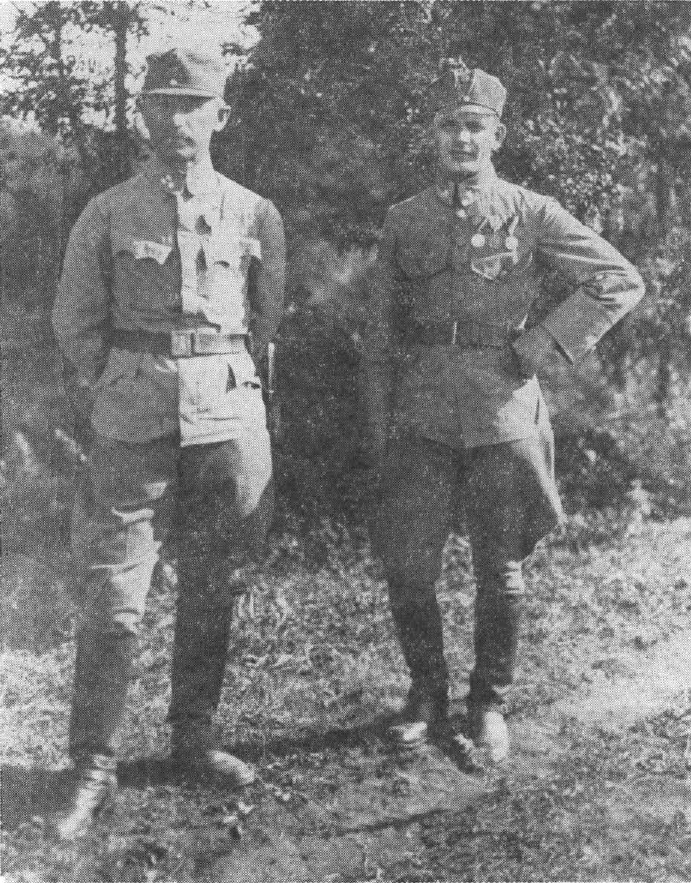
Командир УСС Осип Микитка та його ад'ютант Петро Постолюк. Літо 1918 року, м. Олександрівськ

### УГА
Командант групи «Старе село» УГА. У січні 1919 року очолив 1-й Галицький корпус Української Галицької армії (УГА) — регулярної армії ЗУНР, з яким брав участь у битвах з поляками. Після невдалої спроби військ ЗУНР оволодіти Львовом, появи на Галицькому фронті армії генерала Юзефа Галлера, контрнаступу поляків після чортківської офензиви УГА корпус Осипа Микитки у складі інших частин УГА в липні 1919 року відступив за річку Збруч — на території, контрольовані військами УНР. 1-й Галицький корпус Микитки брав участь у взятті Києва наприкінці серпня 1919 року, але був змушений наступного дня відступити з міста, зважаючи на окупацію Києва військами Збройних сил Півдня Росії. Корпус Микитки брав участь у збройних зіткненнях Української галицької армії з білогвардійськими військами на Київщині у жовтні — на початку листопада 1919 року, які закінчилися невдало для корпусу Микитки через небажання галичан брати участь у конфлікті з денікінцями, також у зв'язку з початком епідемії тифу у лавах УГА.
8 листопада 1919 року Осип Микитка указом президента ЗУНР Євгена Петрушевича під тиском Симона Петлюри був призначений командувачем УГА, замість Мирона Тарнавського, відстороненого від командування й відданого під суд польового трибуналу за проголошення союзу з денікінцями. У зв'язку із катастрофічним станом армії через поширення тифу 17 листопада 1919 року в Одесі між командувачем Української Галицької армії Осипом Микиткою і керівником Новоросійської області ЗСПР генералом Миколою Шиллінгом оновлено договір про входження Української Галицької армії до складу Збройних сил Півдня Росії. Укладений договір свідчив, що «Галицька армія переходить у повному своєму складі з етапними установами, складами і залізничним майном на бік Добровольчої армії». При цьому командування ЗСПР повністю брало на себе турботу про поранених та хворих галичан, тисячі яких було розміщено в госпіталях Новоросійської області. У середині січня 15-тисячне угруповання УГА було відведено в тил Новоросійської області і розміщено: в районі Чечельника — перший корпус Арнольда Вольфа; у Бершаді — другий корпус Мирона Тарнавського, на півночі Одеси — третій корпус Антона Кравса.
На часі відступу ЗСПР в січні — лютому 1920 року Осип Микитка виступив проти переходу Української галицької армії на бік більшовиків і прагнув здійснити евакуацію галицької армії з Одеси разом з основними силами ЗСПР. Після провалу евакуації намагався вивести боєздатні частини УГА разом з військами генерала Миколи Бредова до Румунії. Задля цього 15 січня 1920 року видав наказ про відступ частин УГА на південь; до Румунії відбув отаман Цімерман для переговорів з урядом щодо можливостей переходу УГА на його територію у випадку вступу до Одеси частин Червоної армії та початку воєнних дій проти УГА. За ці дії 10 лютого 1920 року він був заарештований «ревкомом УГА» і переданий в Одесі командуванню Червоної армії.
Перебував у підмосковному Кожуховському концтаборі для військовополонених галичан. Там йому пропонували обійняти керівництво над дивізією Червоної армії; відмовився, був вивезений до Москви, розстріляний згідно з наказом ВЧК від 29 жовтня 1920 р. разом із генералом Густавом Ціріцом.

## Вшанування пам'яті
1993 року одна з вулиць житлового масиву Рясне, що у Львові названа на честь генерала Осипа Микитки.